# Grace Cossington Smith
Grace Cossington Smith (Sídney, 20 de abril de 1892-ibidem, 20 de diciembre de 1984) fue una pintora modernista australiana, se destacó por introducir el Post-impresionismo en Australia. Muchas de sus obras se exhiben en las grandes galerías de arte de Australia.

## Biografía
La familia se mudó a Thornleigh, Nueva Gales del Sur hacia 1890, y Grace nace en Neutral Bay en 1892. Grace concurre a la Escuela Abbotsleigh de Niñas en Wahroonga 1905–09 donde Albert Collins y Alfred Coffey tomaron clases de arte. Desde 1910 hasta 1911 estudió dibujo con Antonio Dattilo Rubbo. Desde 1912 hasta 1914 ella y su hermana vivieron en Inglaterra, hospedándose en la casa de su tía en Winchester donde concurre a clases de dibujo y también a clases en Stettin en Alemania, y en Berlín pudo ver pinturas de Watteau.
A su regreso a Sídney en 1914 toma clases de pintura con Dattilo Rubbo junto con Norah Simpson y se interesa por las teorías modernistas. Su obra Tejedora de zoquete (1915) es probablemente la primera pintura australiana post-modernista.
Sus obras eran muy apreciadas por sus colegas artistas Roland Wakelin y Roy de Maistre. Expuso sus obras en la Real Sociedad para el Arte en Nueva Gales del Sur a partir de 1915, la Sociedad de Artistas a partir de 1919 y el Grupo Contemporáneo de Thea Proctor en la Galería Grosvenor de Adrian Feint desde 1926 hasta 1928, y desde 1932 hasta 1971, en las Galerías Macquarie.
Sus pinturas se caracterizan por sus pinceladas cuadradas individuales de colores fuertes puros. Sus numerosas pinturas de paisajes de Sídney, naturalezas muertas, e interiores incluyen Avenida Kuringai (1943), Fruto en la ventana (1957), y, la que se considera su pintura más famosa, The Lacquer Room (1936). Alcanzó la fama cuando su carrera ya estaba avanzada, y en 1973 una gran retrospectiva de su obra recorrió Australia.

## Obras destacadas
Grace es uno de los artistas más importantes australianos del siglo XX, alcanza fama por sus pinturas modernista de una cafetería de Sídney cafetería, pinturas del arco del arco del Sydney Harbour Bridge mientras estaba siendo construido, y sus escenas de interiores y puertas y ventanas en las cuales el amarillo es por lo general el color dominante. Muchas de sus pinturas permiten apreciar un instante de las casas comunes suburbanas de su tiempo: naturalezas muertas, mirar desde el alféizar. A veces ella también pinta eventos importantes tales como las Guerras Mundiales la llegada del Príncipe de Gales a Sídney, lo cual provee una vista amplia de lo que estaba aconteciendo en Australia y en el mundo por esa época.
Ella usó patrones de colores vibrantes impregnados de luz del sol y maravillosos con colores fríos agregados a las sombras, dándoles una sensación de energía. Usando pinceladas cuidadosamente colocadas de color brillante lado a lado para construir pequeños cuadrados, construyó la forma de color. Fue una de las primeras artistas australianas en ser influida por el movimiento europeo postimpresionista y se aleja del impresionismo australiano. Fue contemporánea de Margaret Preston y Thea Proctor, y sus obras fueron muy atrevidas en su momento. Su interés principal era el color, un color brillante y brillante lleno de luz solar reflejada. Ella apoyó el modernismo y desarrolló su propia técnica individual. Se dijo que ella "recibió muchas críticas en la prensa, pero era muy audaz y sabía lo que quería".